# Anna-Elisabeth von Treuenfels-Frowein

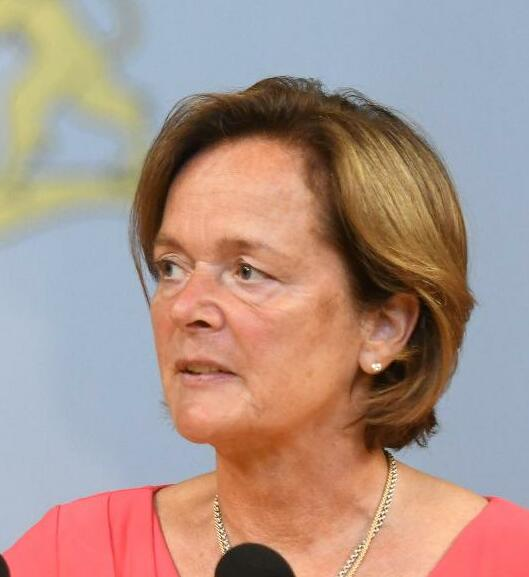
Anna von Treuenfels-Frowein (2020)

Anna-Elisabeth von Treuenfels-Frowein, geb. Anna-Elisabeth von der Decken (* 13. Mai 1962 in Freiburg/Elbe) ist eine deutsche Politikerin (CDU, bis Juli 2024 FDP). Seit März 2011 ist sie Mitglied der Hamburgischen Bürgerschaft und war von Oktober 2017 bis Februar 2020 Ko-Fraktionsvorsitzende der FDP-Bürgerschaftsfraktion. Bei der Bürgerschaftswahl 2020 erlangte sie ein Wahlkreismandat im Wahlkreis Blankenese und zog damit als einzige FDP-Kandidatin in die Bürgerschaft ein. Im Juli 2024 trat sie von der FDP zur CDU über.

## Ausbildung und Beruf
Von Treuenfels-Frowein machte 1983 Abitur am Gymnasium Hochrad in Hamburg-Othmarschen, studierte ab 1984 Rechtswissenschaften an der Universität Hamburg und legte 1991 das Erste Staatsexamen ab. In Hamburg absolvierte sie bis 1995 auch ihr Referendariat und legte im selben Jahr erfolgreich das Zweite Staatsexamen ab. Anschließend war sie für zwei Anwaltskanzleien tätig und hielt sich zwischen 1997 und 1999 in Brasilien auf.

## Politische Karriere

### Politische Anfänge
2008 unterstützte Anna-Elisabeth von Treuenfels-Frowein die Kampagne der Bürgerinitiative „Wir wollen lernen“ zum Volksentscheid gegen die Einführung der Primarschule, die sich gegen die Abschaffung der Gymnasien in ihrer bisherigen Form und gegen die Einführung der Primarschule starkmachte. Unterstützt wurde die Initiative einzig von der FDP, wodurch der erste Kontakt zu den Freien Demokraten entstand. Im März 2009 trat sie in die FDP Hamburg ein und engagierte sich vor allem in der Bildungspolitik. Sie war FDP-Kampagnenleiterin zum Volksbegehren und zum Volksentscheid am 18. Juli 2010 gegen die – von der damaligen schwarz-grünen Regierung unter Ole von Beust und Christa Goetsch ausgehandelten – Schulreform in Hamburg.

### Hamburger Landespolitik
Bei der darauf folgenden Bürgerschaftswahl im Februar 2011 kandidierte sie in ihrem Wahlkreis Blankenese und zog über den FDP-Listenplatz 4 in die Hamburgische Bürgerschaft ein. Sie wurde im Februar 2011 stellvertretende Vorsitzende der FDP-Bürgerschaftsfraktion und gehörte in der 20. Wahlperiode dem Schulausschuss, dem Ausschuss für Justiz, Datenschutz und Gleichstellung und als stellvertretendes Mitglied dem Familien-, Kinder- und Jugendausschuss und dem Wissenschaftsausschuss an.
Bei der Bürgerschaftswahl in Hamburg 2015 wurde sie mit 2,8 Prozent über ihren Landeslistenplatz 4 erneut ins Parlament gewählt. In der 21. Wahlperiode war sie nach wie vor ordentliches Mitglied im Ausschuss für Justiz, Datenschutz und Gleichstellung, dem Schulausschuss und als stellvertretendes Mitglied im Familien-, Kinder- und Jugendausschuss und im Wissenschaftsausschuss.
Nachdem die bisherige Fraktionsvorsitzende Katja Suding bei der Bundestagswahl 2017 in den Deutschen Bundestag gewählt worden war, wurde von Treuenfels-Frowein gemeinsam mit dem bisherigen Parlamentarischen Geschäftsführer Michael Kruse zur Vorsitzenden der Bürgerschaftsfraktion gewählt.
Ende September 2019 wurde sie zur Spitzenkandidatin ihrer Partei für die Bürgerschaftswahl 2020 gewählt. Dabei setzte sie sich mit 62,4 Prozent gegen die Sat.1-Redakteurin Sonja Jacobsen durch. Sie errang in ihrem Wahlkreis Blankenese ein Wahlkreismandat und zog nach dem Scheitern der FDP an der Fünf-Prozent-Hürde als einzige Vertreterin ihrer Partei erneut in die Bürgerschaft ein. Im April 2021 kandidierte sie für den zweiten Listenplatz der FDP Hamburg bei der Kandidatenaufstellung zur Bundestagswahl 2021, unterlag aber der ehemaligen Bundesvorsitzenden der Jungen Liberalen Ria Schröder.
Am 11. Juli 2024 trat von Treuenfels-Frowein aus der FDP aus und in die CDU ein.
Am 7. September 2024 wurde sie von der CDU Hamburg auf Platz 2 ihrer Landesliste für die Bürgerschaftswahl 2025 aufgestellt.

## Privates
Von Treuenfels-Frowein hat drei Kinder und lebt im Hamburger Stadtteil Uhlenhorst. Sie ist verheiratet mit dem Hamburger Unternehmer Robert Frowein, der für die FDP bei den Hamburger Bezirksversammlungswahlen 2019 im Wahlkreis Bahrenfeld-West/Groß Flottbek/Othmarschen kandidierte und zur Bürgerschaftswahl 2015 auf dem FDP-Landeslistenplatz 45 stand.